# Cher trésor
Cher trésor est une pièce de théâtre française écrite et mise en scène par Francis Veber en 2012.

## Argument
François Pignon est chômeur de longue durée, abandonné par sa femme. Il garde l'appartement de son parrain, un homme fortuné, parti à l'étranger. Il y croise une décoratrice qui l'ignore. Profitant du passage d'un contrôleur fiscal et pour exister aux yeux des autres, il va convaincre celui-ci de lui déclencher un contrôle fiscal. Si on le contrôle, c'est qu'il a de l'argent caché. Le stratagème va fonctionner au-delà de ses espérances.

## Fiche technique
- Une pièce de Francis Veber
- Durée : 1h30

## Distribution (à la création) (2012)
Première : 12 septembre 2012 à l'Odyssud
- Mise en scène : Francis Veber
- Gérard Jugnot : François Pignon
- Alexandra Vandernoot : Christine, la décoratrice
- Philippe Beglia: Morin, le banquier, ancien ami de fac de François Pignon
- Claude Brécourt: M. Jonville, parrain de François Pignon et propriétaire de l'appartement
- Michèle Garcia: Marie, ancienne épouse de François Pignon
- Éric Le Roch: Michel Toulouse, l'inspecteur du fisc
- Irina Ninova: Olga, la voisine russe